# Svampinfektion i underlivet
Svampinfektion i underlivet är en vanlig och ofarlig åkomma som drabbar kvinnor. Sjukdomen uppstår när någon jästsvamp, oftast Candida albicans, börjar växa till i eller utanför vaginan. Symptomen kommer hastigt och innefattar klåda i och utanför slidan, rodnande och svullna slemhinnor samt vitaktiga flytningar. Svampen lever i hudens och slemhinnans celler och förekommer normalt på och i människokroppen, men kan plötsliga börja orsaka dessa problem av ett flertal anledningar. Risken för svampinfektion ökar om immunförsvaret är tillfälligt nedsatt, om slidans normala bakterieflora hämmats på grund av en antibiotikabehandling, eller om slemhinnorna fått småsår och bristningar efter exempelvis cykling, ridning, eller sexuell aktivitet. Tre av fyra kvinnor kommer någon gång att drabbas av svampinfektion i underlivet. Infektionen kan behandlas med receptfria läkemedel som appliceras lokalt i och utanför slidan, eller receptbelagda läkemedel som tas via munnen. Det är vanligt att jästsvampar är en del av floran i underlivet utan att detta ger några symtom och hos en av fem kvinnor finns jästsvampar i den normala slidfloran utan att det ger några besvär.
Även män kan drabbas av svampinfektion i underlivet. De symptom som indikerar att man har svamp på penis är bland annat om ollonet blir torrt, rött och fjällar. Svampinfektionen kan också drabba pungen, ljumskarna eller penisskaftet, som då blir torra, röda och fjällar. Ibland kan även en vit hinna bildas antingen på själva ollonet, runt ollonet, på penisskaftet eller under förhuden. Denna hinna kan till skillnad från den naturligt förekommande smegman vara svår att tvätta bort.
Det är möjligt att ha en svampinfektion i underlivet utan att känna till det, då infektionen endast blir synlig när den har börjat fortplanta sig. Man kan därför ovetande ha en svampinfektion och vara fri från symptom eller endast uppleva lindriga besvär. Genom ett cellprov i underlivet kan man konstatera huruvida man har svamp i underlivet eller ej. Svamp i underlivet smittar inte via oralsex, och det är även ovanligt att infektionen smittar vid vaginalt samlag eller då två samkönade personers könsorgan kommer i kontakt med varandra. Candidiasis i slidan kan orsaka medfödd candidiasis hos nyfödda.

## Symtom

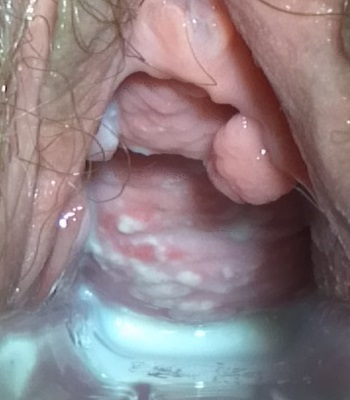
Spekulum undersökning av svampinfektion i vaginan. Svampen syns som vitaktiga fläckar på vaginans vägg.

De vanligaste symtomen är svullnad, rodnad, sveda och klåda. Ibland syns en vit grynig och luktlös flytning från underlivet, men inte alltid. Om flytningen är blodig, missfärgad eller illaluktande bör man alltid kontakta sjukvården. Andra orsaker till liknande symtom kan exempelvis vara bakterieinfektion i vaginan, torra slemhinnor och irritation till följd av överdrivet tvättande.

## Behandling
Gynekolog bör kontaktas vid misstänkt svampinfektion. Vid förstagångsbesvär bör vården kontaktas för att säkerställa en diagnos, men kvinnor som känner igen symtomen kan behandla sig med receptfria läkemedel som finns att köpa på apotek. Som akut behandling rekommenderas ofta receptfria preparat med svampdödande medel - dock kan dessa utvärtes läkemedel (salvor och vagitorier) hos vissa kvinnor orsaka problem med slemhinnorna. Orala, receptbelagda medel kan i dessa fall vara lämpligare som behandling. Om infektionerna återkommer oftare än två gånger på sex månader bör vårdcentral eller gynekolog kontaktas.
Män med misstänkt underlivssvamp ska alltid kontakta vården. Män som har drabbats av en svampinfektion i underlivet kan använda samma läkemedelsbehandlingar som kvinnor använder.
Forskare har inte kunnat styrka att huskurer som involverar yoghurt, jäst eller socker har någon effekt mot svampinfektioner i underlivet, och dessa är därför att betrakta som myter.
Receptfria läkemedel
- Ekonazol, till exempel Pevaryl
- Klotrimazol, till exempel Canesten

Receptbelagda läkemedel
- Flukonazol[8]